# Alexandra Lucas Coelho
Alexandra Lucas Coelho (Lisboa, 1967) é uma jornalista e escritora portuguesa. Ela é jornalista desde 1987.

## Biografia
Nascida em Lisboa em 1967, esteve quase para nascer na Ilha do Sal, em Cabo Verde.
Estudou teatro no IFICT. Formada em Ciências da Comunicação pela Universidade Nova de Lisboa, trabalhou como correspondente do jornal Público, tendo viajado pelo Oriente Médio e Ásia Central. A experiência foi retratada em seus primeiros livros, os relatos de viagem Oriente Próximo e Caderno Afegão.
Publicou em 2012 o seu primeiro romance, E a noite roda.
Viveu em Jerusalém e no Rio de Janeiro de 2011 a 2014.

## Trabalho no Oriente Médio
Em 2001 Coelho começou a viajar regularmente para o Oriente Médio e Ásia Central, e entre 2005 e 2006 passou seis meses em Jerusalém como correspondente estrangeira do Público. Estas experiências foram a base dos seus primeiros dois livros, Oriente Próximo e Caderno Afegão. 

## Obras
É autora dos livros: 
- Cinco voltas na Bahia e um beijo para Caetano Veloso, 2019, Bazar do Tempo [11]
- Orlando e o Rinoceronte, 2017, Alfaguara
- Vai Brasil, 2013, Tinta da China
- Tahrir!, 2011, Tinta da China
- Viva México, 2010,  Tinta da China
- Caderno Afegão, 2009, Tinta da China
- Oriente Próximo, 2007, Relógio D`Água

### Romances
- A Nossa Alegria Chegou, 2018, Companhia das Letras
- Deus-dará, 2016, Tinta da China
- O Meu Amante de Domingo, 2014, Tinta da China
- E a Noite Roda, 2012, Tinta da China - Grande Prémio de Romance e Novela APE/DGLB
- A Nossa Alegria Chegou, 2024, Caminho

## Prémios e Distinções
- 2012 - Grande Prémio de Romance e Novela Associação Portuguesa de Escritores/ Direcção-Geral do Livro dos Arquivos e das Bibliotecas, com E a Noite Roda [12]
- 2020 - Venceu o Grande Prémio De Literatura de Viagens Maria Ondina Braga, com Cinco Voltas na Bahia e um beijo para Caetano Veloso. [11][13]